# Championnats ibéro-américains d'athlétisme 2008
Navigation
Édition précédente Édition suivante
La 13e édition des Championnats ibéro-américains d'athlétisme (en espagnol : XIII Campeonato Iberoamericano de Atletismo) s'est déroulée du 13 au 15 juin 2008 à Iquique, au Chili.

## Résultats

### Hommes
| 100 m (vent: -2,3 m/s) | José Carlos Moreira (BRA) 10 s 54                                            | Franklin Nazareno (ECU) 10 s 60                                                              | Kael Becerra (CHI) 10 s 62                                                                  |
| 200 m | Sandro Viana (BRA) 20 s 87                                                   | Bruno de Barros (BRA) 20 s 95                                                                | Cristián Reyes (CHI) 21 s 14                                                                |
| 400 m | Geiner Mosquera (COL) 46 s 63                                                | Fernando de Almeida (BRA) 46 s 73                                                            | Héctor Carrasquillo (PUR) 46 s 92                                                           |
| 800 m | Andy González (CUB) 1 min 47 s 59                                            | Fabiano Peçanha (BRA) 1 min 47 s 83                                                          | Salvador Crespo (ESP) 1 min 48 s 11                                                         |
| 1 500 m | Fabiano Peçanha (BRA) 3 min 42 s 06                                          | Bayron Piedra (ECU) 3 min 42 s 65                                                            | Víctor Montaner (ESP) 3 min 42 s 93                                                         |
| 3 000 m | Bayron Piedra (ECU) 7 min 54 s 69 NR                                         | Isaías Ataro (MEX) 7 min 54 s 70                                                             | Mario Bazán (PER) 7 min 57 s 95 NR                                                          |
| 5 000 m | Javier Carriqueo (ARG) 13 min 51 s 14                                        | Alejandro Suárez (MEX) 13 min 51 s 20                                                        | Juan Carlos Romero (en) (MEX) 13 min 51 s 25                                                |
| 110 m haies (vent : -2,0m/s) | Paulo César Villar (COL) 13 s 74                                             | Enrique Llanos (PUR) 13 s 89                                                                 | Éder Antônio Souza (BRA) 14 s 10                                                            |
| 400 m haies | Mahau Suguimati (BRA) 50 s 07                                                | Jeisson Rivas (COL) 50 s 92                                                                  | Tiago Bueno (BRA) 51 s 20                                                                   |
| 3000 m steeple | Mario Bazán (PER) 8 min 42 s 51                                              | Francisco Lara (ESP) 8 min 43 s 57                                                           | Gladson Barbosa (BRA) 8 min 44 s 93                                                         |
| 4 × 100 m | BRA Jessé de Lima Sandro Viana Bruno de Barros José Carlos Moreira 38 s 96   | ARG José Manuel Garaventa Mariano Jiménez Miguel Wilken Matías Usandivaras 40 s 28           | Seulement deux équipes classées                                                             |
| 4 × 400 m | CUB Omar Cisneros William Collazo Yasmani Copello Yeimer López 3 min 03 s 22 | BRA Luís Ambrosio Luíz Guilherme de Oliveira André de Melo Fernando de Almeida 3 min 08 s 45 | République dominicaine Ramon Frías Tayron Reyes Gustavo Cuesta Kelvin Herrera 3 min 08 s 70 |
| 20 km marche | José Alessandro Bagio (BRA) 1 h 23 min 12 s 6                                | Juan Manuel Cano (ARG) 1 h 24 min 19 s 2                                                     | Patricio Ortega (ECU) 1 h 24 min 24 s 1                                                     |
| Saut en hauteur | Jessé de Lima (BRA) 2,20 m                                                   | Fábio Baptista (BRA) 2,20 m                                                                  | Santiago Guerci (ARG) 2,20 m                                                                |
| Saut à la perche | Henrique Martins (BRA) 5,00 m                                                | Marcelo Terra (ARG) 5,00 m                                                                   | Guillermo Chiaraviglio (ARG) 4,80 m                                                         |
| Saut en longueur | Gaspar Araújo (POR) 7,82 m                                                   | Jonathan Martínez (ESP) 7,64 m                                                               | Louis Tristán (PER) 7,58 m                                                                  |
| Triple saut | Hugo Chila (ECU) 16,31 m                                                     | Thiago Dias (BRA) 15,53 m                                                                    | Leonardo Elisiario dos Santos (BRA) 15,34 m                                                 |
| Lancer du poids | Borja Vivas (ESP) 19,45 m                                                    | Reinaldo Proenza (CUB) 19,42 m                                                               | Germán Lauro (ARG) 19,02 m                                                                  |
| Lancer du disque | Jorge Balliengo (ARG) 59,43 m                                                | Pedro Cuesta (ESP) 57,67 m                                                                   | Ronald Julião (BRA) 56,77 m                                                                 |
| Lancer du marteau | Juan Ignacio Cerra (ARG) 69,74 m                                             | Dário Manso (POR) 68,96 m                                                                    | Moisés Campeny (ESP) 68,87 m                                                                |
| Lancer du javelot | Anier Boué (CUB) 78,77 m                                                     | Noraldo Palacios (COL) 77,20 m                                                               | Víctor Fatecha (PAR) 75,81 m                                                                |
| Décathlon | Odirlei Pessoni (BRA) 7362 pts                                               | Ânderson Venâncio (BRA) 6944 pts                                                             | Tiago Marto (POR) 6915 pts                                                                  |
| Records et Performances - AR : Record continental (area record) - CR : Record des championnats (championship record) - MR : Record du meeting (meet record) - NR : Record national (national record) - OR : Record olympique (olympic record) - PR : Record paralympique (paralympic record) - PB : Record personnel (personal best) - SB : Meilleure performance personnelle de la saison (season's best) - WL : Meilleure performance mondiale de l'année (world leader) - WJR : Record du monde junior (world junior record) - WR : Record du monde (world record) Circonstances et Conditions - DNF : N'a pas terminé (did not finish) - DNS : N'a pas pris le départ (did not start) - DQ : Disqualification (disqualification) - NM : Aucun essai valable enregistré (No Mark) - Q : Qualifié « directement » au prochain tour (ou à la prochaine compétition), lors d'une compétition majeure, grâce au classement ou à la réalisation des minima (automatic qualifier) - q : Qualifié au prochain tour (ou à la prochaine compétition), lors d'une compétition majeure, grâce au repêchage ou à la réalisation de l'une des meilleures performances parmi celles des « non qualifiés directement » (grâce au meilleur temps ou à la meilleure distance par exemple) (secondary qualifier) |                                                                              |                                                                                              |                                                                                             |

### Femmes
| 100 m (vent: -1,5m/s) | Yomara Hinestroza (COL) 11 s 58                                                    | Lucimar de Moura (BRA) 11 s 70                                                             | Rosemar Coelho Neto (BRA) 11 s 74                                                |
| 200 m | Darlenys Obregón (COL) 23 s 84                                                     | Wilmarys Álvarez (VEN) 23 s 85                                                             | Rosemar Coelho Neto (BRA) 23 s 86                                                |
| 400 m | Zudikey Rodríguez (MEX) 52 s 14                                                    | Wilmarys Álvarez (VEN) 53 s 33                                                             | Maria Laura Almirão (BRA) 53 s 34                                                |
| 800 m | Christiane dos Santos (BRA) 2 min 04 s 34                                          | Lizaira Del Valle (PUR) 2 min 04 s 37                                                      | Cristina Guevara (MEX) 2 min 04 s 42                                             |
| 1 500 m | Sabine Heitling (BRA) 4 min 18 s 78                                                | Nadia Rodríguez (ARG) 4 min 23 s 24                                                        | Elena García (ESP) 4 min 23 s 45                                                 |
| 3 000 m | Dolores Checa (ESP) 9 min 16 s 53                                                  | Rosa Godoy (ARG) 9 min 22 s 72                                                             | Nadia Rodríguez (ARG) 9 min 29 s 58                                              |
| 5 000 m | Sonia Bejarano (ESP) 16 min 01 s 00                                                | Fabiana Cristine da Silva (BRA) 16 min 05 s 45                                             | María Isabel Montilla (VEN) 16 min 30 s 60 NR                                    |
| 100 m haies | Francisca Guzmán (CHI) 13 s 56                                                     | Brigitte Merlano (COL) 13 s 60                                                             | Lucimara da Silva (BRA) 13 s 61                                                  |
| 400 m haies | Lucimar Teodoro (BRA) 56 s 1                                                       | Gisele Cruz (BRA) 56 s 8                                                                   | Lucy Jaramillo (ECU) 57 s 9                                                      |
| 3000 m steeple | Sabine Heitling (BRA) 9 min 54 s 70                                                | Rosa Godoy (ARG) 10 min 00 s 36 NR                                                         | Ángela Figueroa (COL) 10 min 02 s 13                                             |
| 4 × 100 m | COL Yomara Hinestroza Mirtha Brock Darlenys Obregón Maria Alejandra Idrobo 44 s 89 | BRA Lucimar de Moura Rosemar Coelho Neto Ana Cláudia Lemos Silva Alves dos Santos 44 s 99  | CHI Daniela Pavez Carolina Díaz Ljubica Milos Sicylle Jeria 46 s 87              |
| 4 × 400 m | MEX Ruth Grajeda Gabriela Medina Nallely Vela Zudikey Rodríguez 3 min 33 s 27      | BRA Maria Laura Almirão Perla Regina dos Santos Sheila Ferreira Josiane Tito 3 min 34 s 01 | COL Mirtha Brock Maria Alejandra Idrobo Norma González Kelly López 3 min 39 s 46 |
| 10 km marche | Maribel Gonçalves (POR) 45 min 24 s 59                                             | Graciela Mendoza (MEX) 46 min 43 s 94                                                      | Cisiane Dutra Lopes (BRA) 46 min 54 s 20                                         |
| Saut en hauteur | Eliana da Silva (BRA) 1,87 m                                                       | Caterine Ibargüen (COL) 1,85 m                                                             | Solange Witteveen (ARG) 1,83 m                                                   |
| Saut à la perche | Joana Ribeiro Costa (BRA) 4,20 m                                                   | Carolina Torres (CHI) 4,10 m                                                               | Alejandra García (ARG) Keisa Monterola (VEN) 4,10 m                              |
| Saut en longueur | Arantza Loureiro (ESP) 6,25 m                                                      | Eliane Martins (BRA) 6,20 m                                                                | Claudette Martínez (MEX) 5,89 m                                                  |
| Triple saut | Verónica Davis (VEN) 13,32 m                                                       | Laurice Cristina Félix (BRA) 12,86 m                                                       | Jennifer Arveláez (VEN) 12,84 m                                                  |
| Lancer du poids | Natalia Ducó (CHI) 18,65 m AJR NR                                                  | Andréa Pereira (BRA) 16,72 m                                                               | Ahymará Espinoza (VEN) 14,98 m                                                   |
| Lancer du disque | Rocío Comba (ARG) 54,49 m                                                          | Karen Gallardo (CHI) 53,10 m NR                                                            | Elisângela Adriano (BRA) 52,82 m                                                 |
| Lancer du marteau | Rosa Rodríguez (VEN) 65,96 m                                                       | Jennifer Dahlgren (ARG) 64,89 m                                                            | Josiane Soares (BRA) 63,09 m                                                     |
| Lancer du javelot | Alessandra Resende (BRA) 56,59 m                                                   | María González (VEN) 53,20 m                                                               | Zuleima Araméndiz (COL) 53,11 m                                                  |
| Heptathlon | Lucimara da Silva (BRA) 5739 pts                                                   | Ana Capdevila (ESP) 5312 pts                                                               | Macarena Reyes (CHI) 5278 pts                                                    |
| Records et Performances - AR : Record continental (area record) - CR : Record des championnats (championship record) - MR : Record du meeting (meet record) - NR : Record national (national record) - OR : Record olympique (olympic record) - PR : Record paralympique (paralympic record) - PB : Record personnel (personal best) - SB : Meilleure performance personnelle de la saison (season's best) - WL : Meilleure performance mondiale de l'année (world leader) - WJR : Record du monde junior (world junior record) - WR : Record du monde (world record) Circonstances et Conditions - DNF : N'a pas terminé (did not finish) - DNS : N'a pas pris le départ (did not start) - DQ : Disqualification (disqualification) - NM : Aucun essai valable enregistré (No Mark) - Q : Qualifié « directement » au prochain tour (ou à la prochaine compétition), lors d'une compétition majeure, grâce au classement ou à la réalisation des minima (automatic qualifier) - q : Qualifié au prochain tour (ou à la prochaine compétition), lors d'une compétition majeure, grâce au repêchage ou à la réalisation de l'une des meilleures performances parmi celles des « non qualifiés directement » (grâce au meilleur temps ou à la meilleure distance par exemple) (secondary qualifier) |                                                                                    |                                                                                            |                                                                                  |

## Tableau des médailles
| Rang  | Nation                 | Or | Argent | Bronze | Total |
| ----- | ---------------------- | -- | ------ | ------ | ----- |
| 1     | Brésil                 | 17 | 15     | 12     | 44    |
| 2     | Colombie               | 5  | 4      | 3      | 12    |
| 3     | Argentine              | 4  | 7      | 6      | 17    |
| 4     | Espagne                | 4  | 4      | 4      | 12    |
| 5     | Cuba                   | 3  | 1      | 0      | 4     |
| 6     | Venezuela              | 2  | 3      | 4      | 9     |
| 7     | Mexique                | 2  | 3      | 3      | 8     |
| 8     | Chili                  | 2  | 2      | 4      | 8     |
| 9     | Équateur               | 2  | 2      | 2      | 6     |
| 10    | Portugal               | 2  | 1      | 1      | 4     |
| 11    | Pérou                  | 1  | 0      | 2      | 3     |
| 12    | Porto Rico             | 0  | 2      | 1      | 3     |
| 13=   | Paraguay               | 0  | 0      | 1      | 1     |
| 13=   | République dominicaine | 0  | 0      | 1      | 1     |
| Total | Total                  | 44 | 44     | 44     | 132   |